# Agrodiaetus pseudocyanea
Agrodiaetus pseudocyanea är en fjärilsart som beskrevs av Forster 1956. Agrodiaetus pseudocyanea ingår i släktet Agrodiaetus och familjen juvelvingar. Inga underarter finns listade i Catalogue of Life.